# Вулиця Хоробрих
Вулиця Хоробрих — вулиця у Залізничному районі міста Львова, у місцевості Скнилівок. Сполучає вулицю  Кульпарківську з вулицями Петлюри та Лікувальною. Прилучається вулиця Санітарна.

## Історія
Вулиця виникла на початку XX століття у складі міського села Скнилівок та у 1936 році, отримала назву Валєчних. Під час німецької окупації, у 1943—1944 роках, мала назву Липинскийґассе, на честь українського політичного діяча, історика В'ячеслава Липинського. У липні 1944 року повернена передвоєнна назва — вулиця Валечних. Сучасна назва вулиці Хоробрих походить від 1946 року.

## Забудова
Забудова вулиці Хоробрих — одноповерховий конструктивізм 1930-х та 1950-х років, нові індивідуальні забудови.